# Муса, Мустафа
Мустафа Мусса (2 февраля 1962, Оран — 3 августа 2024, Оран) — алжирский боксёр, бронзовый призёр Олимпийских игр 1984 года.
Наряду с другим боксёром Мохамедом Зауи принёс для своей страны первые олимпийские медали в её истории.
Во время олимпийского турнира в Лос-Анджелесе одержал победы над малавийцем Дрейком Тадзи и англичанином Тони Уилсоном, уступив в полуфинале югославу Антону Йосиповичу, ставшему затем олимпийским чемпионом. Третью ступень пьедестала разделил с будущим чемпионом мира среди профессионалом в тяжёлом весе Эвандером Холифилдом.
Позднее предпринял неудачную попытку закрепиться на профессиональном ринге, проиграв все 4 проведённых боя. При этом, проведя первые два боя в 1988 году, следующий раз он вышел на ринг в 1992 году, а свой четвёртый поединок провёл в 2004 году.
3 августа 2024 года Мусса скончался в Оране от травм, полученных в дорожно-транспортном происшествии. Ему было 62 года.